# Głogów Małopolski (gmina)
Głogów Małopolski [ˈɡwɔɡuf mawɔˈpɔlskʲi] est une commune urbaine-rurale de la Voïvodie des Basses-Carpates et du Powiat de Rzeszów. Elle s'étend sur 145,76 km² et comptait 18 324 habitants en 2004.